# Fabula cothurnata
Pour les articles homonymes, voir Fabula (homonymie).

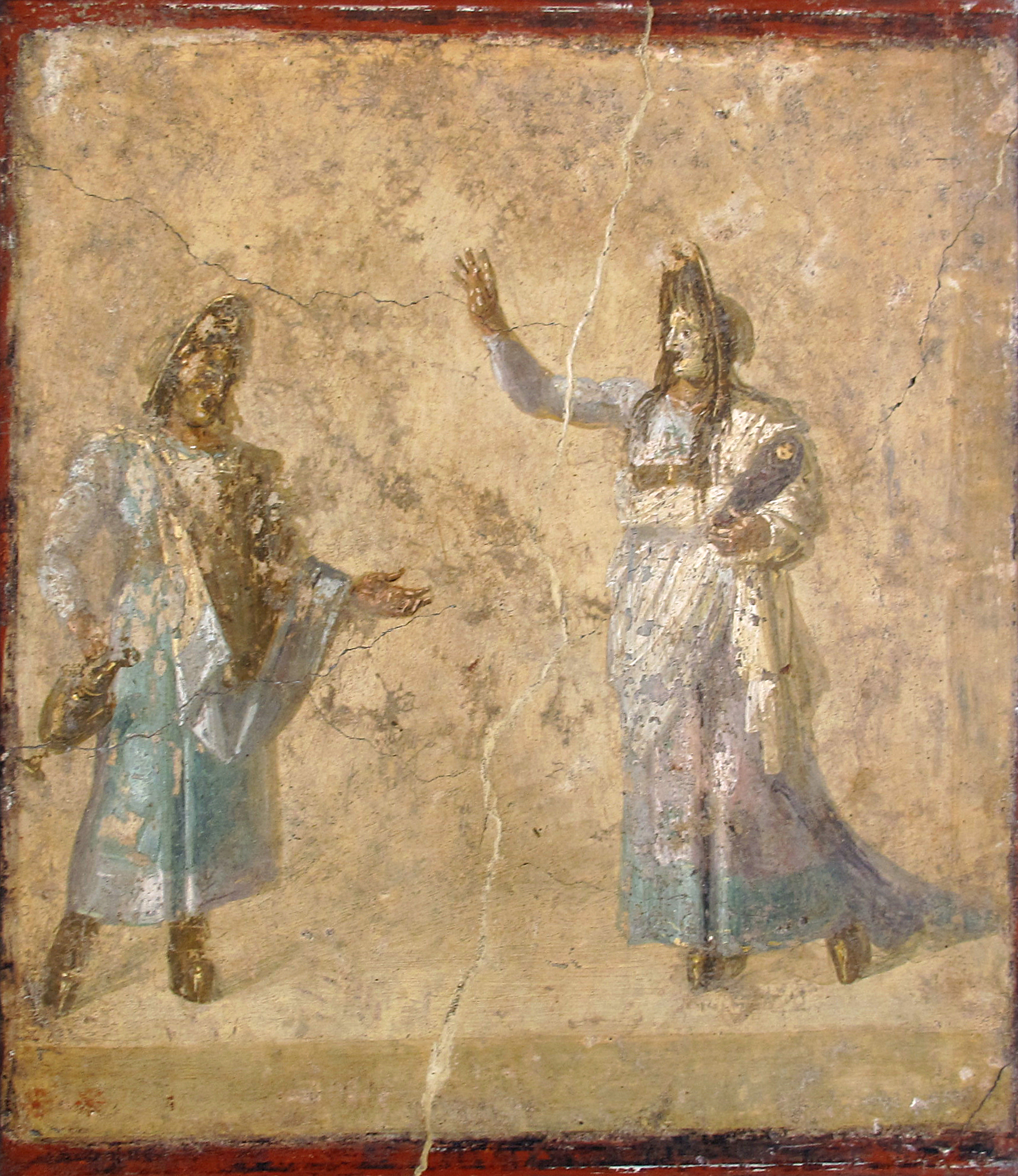
Acteurs représentés sur une fresque de la maison des Dioscures à Pompéi (Museo Archeologico, Naples).

La fabula cothurnata, aussi appelée fabula crepidata, tire son nom des cothurnes, brodequins lacés sur le devant du mollet que portaient sur scène les acteurs dans les tragédies grecques. C'est une tragédie avec un argument et un décor grec, en opposition à la fabula palliata, comédie latine à décor grec, et à la fabula praetexta, tragédie latine à sujet romain.

## Origines et histoire
Livius Andronicus écrit en -240 la première fabula cothurnata (ayant comme argument le cycle troyen), contribuant à la propagation du genre grec à Rome ainsi que du culte bacchique.
Bien que nous possédions le texte intégral de vingt-six pièces de théâtre, il ne reste plus qu'un ensemble de fragments épars du répertoire tragique romain, aussi, le nombre de tragédies latines est inférieur à celui des comédies de l'âge d'or du théâtre latin (IIIe siècle av. J.-C.-IIe siècle av. J.-C.) où ont œuvré Livius Andronicus, Gnaeus Naevius, Quintus Ennius, Marcus Pacuvius et Lucius Accius, seuls ces deux derniers étant uniquement auteurs de tragédies, alors que les autres ont également écrit des comédies. La production de pièces tragiques s'est poursuivie jusqu'à l'empire, avec Sénèque.
La fabula cothurnata  était le genre tragique tel que pratiqué par les auteurs latins : elle est née de la refonte artistique des œuvres de tragédies grecques, surtout d'Eschyle, Sophocle et Euripide, et portaient sur les questions liées aux histoires mythologiques du cycle troyen, du cycle thébain et de la vie des descendants de Pélops, les Atrides. On connait actuellement le titre d'une centaine de fabulae cothurnatae, dont il nous reste quelques fragment pour certaines, alors que pour d'autres, il ne reste rien.
On connait les titres de huit fabulae cothurnatae de Livius Andronicus, dont cinq sont liées au cycle troyen: Achille, Aegistus (Égisthe), Ajax mastigophorus (Ajax armé de fouets, racontant l'histoire de l'attribution des armes d'Achille à Ulysse et le suicide qui s'ensuit d'Ajax fils de Télamon), Equos troianus (Le cheval de Troie) et Hermiona (Hermione). Les trois autres, qui sont caractérisées par un goût pour l'aventure et les aspects romanesques sont Andromeda, Danae et Tereus, qui racontent l'histoire, respectivement, d'Andromède, Danaé et Térée, Philomèle et Procné. Aucun fragment n'en a été conservé.
De Naevius, qui contribua à l'élaboration du langage de la tragédie, on ne conserve que cinquante fragments et six titres : Aesiona (Hésione), Danae (Danaé), Equos troianus (Le cheval de Troie), Hector proficiscens (Le départ d'Hector), Iphigenia (Iphigénie) et Lucurgus ou Lycurgus (Lycurgue), qui est la seule œuvre dont on peut reconstruire, bien qu'avec une certaine approximation, la trame.
D'Ennius, on n'a conservé que vingt titres et environ 400 fragments, la plus grande partie se référant aux événements du cycle troyen: Achilles, Aiax, Pâris, Andromacha aechamalotis (Andromaque prisonnière de guerre), Hectoris lutra (Le départ d'Hector), Hecuba (Hécube), Iphigenia, Telamo (Télamon), Telephus (Télèphe). Et parmi d'autres œuvres, une Medea (Médée) dont on conserve un certain nombre de fragments.

## Sources
- (it) Cet article est partiellement ou en totalité issu de l’article de Wikipédia en italien intitulé « Cothurnata » (voir la liste des auteurs).